# Jules Robert Auguste

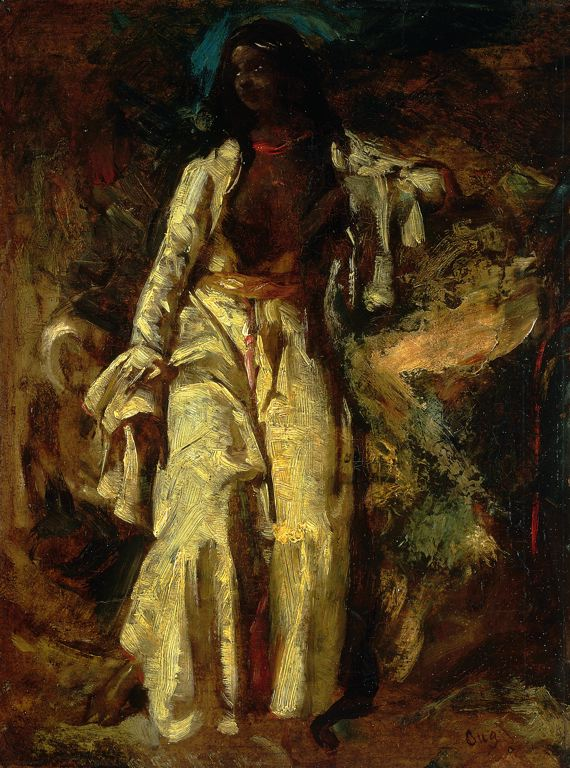
Nubian Woman, 1825/30

Jules Robert Auguste (1789 - 15 de abril de 1850) foi um pintor francês associado com o romantismo e classicismo.
Filho de um rico ourives, Jules-Robert August começou sua vida artística como escultor. Em 1810 ganhou um Grand Pix de Rome, uma renomada bolsa de estudos para estudantes de artes plásticas em Roma.
Após algum tempo o artista desistiu das esculturas e passou a se dedicar à pintura de aquarela e pastel.
Foi aluno da Ecole des Beaux-Arts de Paris no ano de 1806, uma das mais renomadas escolas de artes plásticas do mundo, onde foi aprendiz do pintor francês Pierre Cartellier (2 de dezembro de 1757 – 12 junho de 1831).
Suas viagens para a Grécia, Egito e Marrocos o tornaram um dos primeiros pintores orientalistas, temática que visa estudar e representar culturas orientais. Após estas experiências, as obras de Auguste passaram a representar quase predominantemente figuras e personagens exóticos e característicos destes países. 

Hoje o museu de Belas Artes de Orléans possui um dos maiores acervos de obras do artista. 